# Steve Finnan
Stephen John Finnan (Limerick, Irlanda; el 24 de abril de 1976) es un exfutbolista irlandés. Su última temporada fue la 2009 - 2010, jugando en el Portsmouth FC y fue nacional absoluto con Irlanda en 52 ocasiones.
Era un jugador ofensivo que normalmente jugaba de lateral derecho pero también podía ejercer como centrocampista.

## Selección nacional
Ha sido internacional con la Selección de fútbol de Irlanda, ha jugado 52 partidos internacionales y ha anotado 2 goles.
Finnan jugó su primer partido en la selección mayor en contra de Grecia en el 2000. Disputó los cuatro partidos de Irlanda en el Mundial de 2002, pero a causa de una lesión no pudo jugar los partidos de Irlanda en el intento de clasificación para la Eurocopa 2004. Disputó con regularidad la fase de clasificación para la Copa Mundial de Fútbol de 2006, pero Irlanda no logró calificar a ese torneo.

### Participaciones en Copas del Mundo
| Mundial                        | Sede                  | Resultado    |
| ------------------------------ | --------------------- | ------------ |
| Copa Mundial de Fútbol de 2002 | Corea del Sur y Japón | 8.º de final |

## Clubes
| Club            | País       | Año       |
| --------------- | ---------- | --------- |
| Welling United  | Inglaterra | 1993-1995 |
| Birmingham City | Inglaterra | 1995-1996 |
| Notts County    | Inglaterra | 1996-1998 |
| Fulham FC       | Inglaterra | 1998-2003 |
| Liverpool FC    | Inglaterra | 2003-2008 |
| RCD Espanyol    | España     | 2008-2009 |
| Portsmouth FC   | Inglaterra | 2009-2010 |

Finnan se convirtió en profesional en el Birmingham City FC, de ahí se fue al Notts County FC. En 1998 el Fulham FC desembolsó 1 millón de euros para poder contratar al defensa Finnan. Gracias a sus actuaciones se ganó la titularidad en el Fulham FC.
Después de su primera temporada en la Premiership decidió fichar por el Liverpool FC en el verano de 2003 por 4,9 millones de euros, pero pasó lesionado gran parte de su primera temporada en Anfield.
En la temporada 2004-2005 jugó como titular en la mayoría de los partidos del Liverpool logrando ser campeón de la Champions League.
Se retiró del fútbol al final de la temporada 2009-2010

## Palmarés

### Campeonatos nacionales
| Título                       | Club         | País       | Año  |
| ---------------------------- | ------------ | ---------- | ---- |
| Football League Two          | Notts County | Inglaterra | 1998 |
| Football League One          | Fulham FC    | Inglaterra | 1999 |
| Football League Championship | Fulham FC    | Inglaterra | 2001 |
| FA Cup                       | Liverpool FC | Inglaterra | 2006 |
| Community Shield             | Liverpool FC | Inglaterra | 2006 |

### Copas internacionales
| Título                    | Club         | Sede       | Año     |
| ------------------------- | ------------ | ---------- | ------- |
| Copa Intertoto de la UEFA | Fulham FC    | Inglaterra | 2002    |
| UEFA Champions League     | Liverpool FC | Estambul   | 2004-05 |
| Supercopa de Europa       | Liverpool FC | Mónaco     | 2005    |

- Datos: Q239914
- Multimedia: Steve Finnan / Q239914